# 발미
발미(Valmy)는 프랑스 마른주의 도시이다. 파리와 베르됭 중간에 위치한다.

## 역사
1792년 9월 20일 발미 전투가 벌어졌다. 첫 전투에서 패했던 뒤무리에 장군은 켈레르만 장군의 원군을 얻어 프로이센군보다 많은 5만 명의 사기 높은 의용군을 이끌고 발미에서 브라운슈바이크 공작의 프로이센군 3만 5000명과 대전투를 벌였다.
8시간의 전투 끝에 의용군은 승리해 파리로 진격하려던 브라운슈바이크 공작의 계획을 무산시켰고 프랑스군은 300명, 프로이센군은 184명의 전사자를 냈다.
이 전투 후에 매우 큰 전열함이 건조되어 ‘발미’라고 명명되었다.

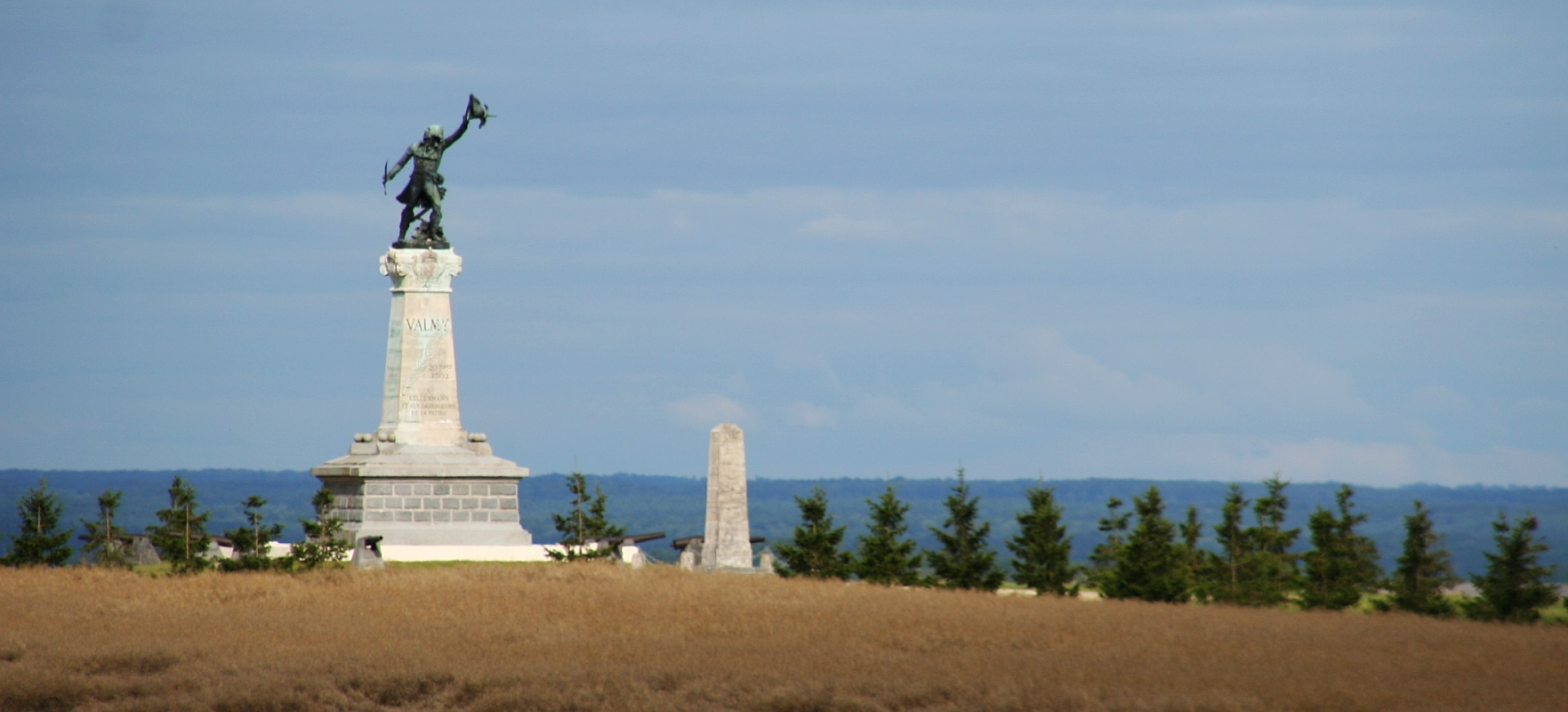
풍차방아간 근처의 켈레르만의 동상